# Lina Yanchulova
Tzvetelina Yanchulova Taylor(em búlgaro: Цветелина "Лина" Янчулова(Sófia, 12 de abril de 1975) é ex-voleibolista indoor e jogadora de vôlei de praia alemã, que no vôlei de praia, foi semifinalista no Campeonato Europeu de 2002 na Suíça

## Carreira
Ela iniciou muito no vôlei de quadra, ingressou nas categorias de base do Levski Sófia  recebeu uma bolsa para jogar vôlei na Universidade de Idaho,  instituição  na qual cursou  Biologia, defendendo  o  Vandals Idaho  obteve  três títulos na temporada regular nos anos de 1993, 1994 e 1995>  e  quatro títulos do torneiro da Conferência Grande Céu (Big Sky Conferece “BSC”), nos anos de 1992, 1993, 1994 e 1995 , foi premiada como a Jogadora do Ano e honras acadêmicas All-American

Em 1997, no vôlei de praia, formou dupla com Stefka Anguelova e  disputou a edição do Campeonato Mundial em  Los Angeles e finalizaram na quadragésima primeira colocação.Na temporada de 1998, estreou no Circuito Mundial ao lado de sua irmã Petia Yanchulova  no Aberto de Toronto, quando terminaram na trigésima terceira posição, ainda finalizaram em quinquagésimo sétimo posto no Aberto de Marselha e no quadragésimo primeiro no Aberto de Espinho.
E novamente com Petia Yanchulova, disputou o Campeonato Mundial em Marselha, e ocuparam a vigésima quinta posição, mesma colocação no Aberto de Osaka,  além do trigésimo sétimo posto no Aberto de Espinho e o trigésimo terceiro no Aberto de Toronto.
No ano de 2000, continuou com Petia Yanchulova, alcançaram o sétimo posto no Campeonato Europeu de Voleibol de Praia em Guecho e Bilbau, também  conquistaram o título do Challenge de Xylokastro,  e disputaram o circuito mundial,  alcançaram o trigésimo terceiro posto nos Abertos de Vitória e Toronto,  vigésimo quinto posto nos Abertos de Rosarito, Gstaad, Berlim  e Espinho, como também no Grand Slam de Chicago, décimo terceiro no Aberto de Cagliari,  em nono lugar nos Abertos Marselha, Osaka, Dalian e Fortaleza. Disputaram a edição dos  Jogos Olímpicos de Verão de 2000 em Sydney e terminara na décima sétima colocação.
No ano de 2001, ao lado de Petia Yanchulova, concluíram na nona posição na edição do Campeonato Europeu de Voleibol de Praia de 2001 em Jesolo, e no Campeonato Mundial de Klagenfurt e finalizaram na décima sétima colocação, e alcançaram décimo primeiro lugar na edição dos Jogos da Boa Vontade de 2021 em Brisbane. E no circuito mundial de 2021 encerraram na vigésima quinta posição no Aberto de Gstaad, décimo sétimo lugar no Grand Slam de Marselha e nos Abertos de Cagliari, Gran Canária e Fortaleza, décimo terceiro lugar no Abertos de Espinho e Hong Kong, a nona posição nos Abertos de Macau, Osaka e Maoming.
No ano de 2002, esteve ao lado de Petia Yanchulova, e foram semifinalistas no Campeonato Europeu de Voleibol de Praia na Basileia, e no circuito mundial cnquistarma o vigésimo quinto lugar nos Abertos de Osaka e Vitória, o décimo sétimo lugar no Grand Slam de Klagenfurt e nos Abertos de Stavanger, Montreal e Maiorca, além do nono lugar no Grand Slam de Marselha e nos Abertos de Madrid, Gstaad e Rodes, e o quinto posto no Aberto de Maoming.
Em 2003, com Petia Yanchulova, terminou na décima nona posição no Campeonato Europeu de Voleibol de Praia  em Alânia e o nono lugar no Campeonato Mundial do Rio de Janeiro.E no circuito mundial de 2003, obtiveram o trigésimo terceiro lugar nos Grand Slams de Marselha e Klagenfurt,  o vigésimo quinto lugar nos Grand Slams de Berlim e Los Angeles, décimo sétimo posto nos Abertos de Gstaad, Stavanger, o nono no Aberto de Rodes .
No Campeonato Europeu de Voleibol de Praia de 2004 em Timmendorfer Strand, competiu ao lado de Petia Yanchulova e encerram na nona posição , terminaram na sétima posição no Challenge  de Cagliari, e no circuito mundial , terminaram na vigésima quinta colocação nos Abertos de Fortaleza, Gstaad e Osaka,  alcançaram a décima sétima colocação nos Grand Slams de Berlim e Marselha, como nos Abertos de Xangai e Stavanger , além do décimo terceiro posto no Aberto de Maiorca, o nono lugar no Aberto de Rodes e Rio de Janeiro, assim como no Grand Slam de Klagenfurt,  sétimo posto no Aberto de Milão e a nona posição nos Jogos Olímpicos de Verão de 2004 em Atenas.
Em mais uma jornada com Petia Yanchulova,  conquistou em 2004, os títulos das etapas Satélite de Saint-Jean-de-Monts e Vaduz, o quarto lugar no Satélite de Lusanna e o bronze no Challenge de Phuket, disputaram o Campeonato Mundial de Berlim, terminaram na trigésima terceira posição,  mesma posição no Grand Slam de Paris ,  vigésimo quinto lugar no Aberto de Espinho, décimo sétimo posto no Grand Slam de Stavanger e nos Abertos de Gstaad e Montreal,  no décimo terceiro posto no Grand Slam de Klagenfurt  e nos Abertos de Milão e Atenas,  em nono lugar  nos Abertos de Xangai, Osaka, São Petersburgo,  Acapulco e Cidade do Cabo,  as anteriores válidas pelo circuito mundial.
Em sua última temporada com  Petia Yanchulova, terminou no nono lugar no [[Campeonato Europeu de Voleibol de Praia de 2006 em Haia e no circuito mundial, terminaram na vigésima quinta colocação nos Abertos de Xangai e Warsaw, bem como no Grand Slam de Klagenfurt, e ainda ocuparam a décima sétima posição nos Abertos de Marselha, Mopntreal e Phuket, da mesma forma no Grand Slam de Stavanger, outro bom resultado foi o décimo terceiro posto nos Abertos de Módena  e Acapulco e  também no Grand Slam de Paris, alcançaram ainda a nona posição no Grand Slam de Gstaad.Em 2007 disputou o Circuito AVP ao lado de Tammy Leibl e terminaram na vigésima quinta posição na etapa de Hermosa Beach.
É casada com ex- atleta da  NFL,  Aaron Taylor , atualmente atua como é palestrante sobre resiliência e coach executiva certificada pela ICF e fundou o ClimateExecutiveCoaching.com , acelerando os resultados para líderes e equipes de ação climática por meio de coaching profissional baseado na ciência e focado em soluções.

## Títulos e resultados
- Satélite de Vaduz do Circuito Mundial de Vôlei de Praia de 2004
- Satélite de Saint-Jean-de-Monts  do Circuito Mundial de Vôlei de Praia de 2004
- Challenge de Xylokastro  do Circuito Mundial de Vôlei de Praia de 2000
- Challenge de Phuket  do Circuito Mundial de Vôlei de Praia de 2004
- Satélite de Lausanna do Circuito Mundial de Vôlei de Praia de 2004
- Campeonato Europeu de 2002